# تاریخ زشتی
تاریخ زشتی (به ایتالیایی: Storia della bruttezza) یکی از کتاب‌های نویسنده و منتقد ادبی ایتالیایی، اومبرتو اکو است که در سال ۲۰۰۷ توسط بومپیانی منتشر شده و درواقع در ادامهٔ کتاب پیشتر او، یعنی در باب زیبایی است.
اکو در این کتاب با استفاده از تصویرسازی‌های قدیمی و آثار هنری کهن سعی می‌کند تعریف از چیستی زشتی ارائه دهد. این کتاب توسط دو مترجم به نام‌های هما بینا و کیانوش تقی‌زاده در ایران توسط نشر فرهنگستان هنر منتشر گردید.